# Компютърна платформа
Компютърна платформа е съчетанието на хардуер и подходящият за него софтуер, предназначени за изпълнението на приложен софтуер. Една типична компютърна платформа се състои от компютърна архитектура, операционна система, езици за програмиране и съответния потребителски интерфейс (програмни библиотеки и/или графичен интерфейс).
Платформата е ключов елемент при разработването на софтуер. Тя може да се дефинира и като мястото за изпълнение на софтуер от страна на потребителя.